# طارق شاهد
طارق شاهد (بالألمانية: Tarek Chahed)‏ هو لاعب كرة قدم ألماني في مركز الوسط، ولد في 23 يونيو 1996 في برلين في ألمانيا. لعب مع نادي ماغديبورغ.

## وصلات خارجية
- طارق شاهد على موقع قاعدة بيانات كرة القدم.إي يو (الإنجليزية)
- طارق شاهد على موقع Soccerway.com (الإنجليزية)
- طارق شاهد على موقع عالم كرة القدم.نت (الإنجليزية)